# Deflation
Den här artikeln handlar om det ekonomiska begreppet deflation. För deflation i betydelsen jordflykt, se jordflykt.
Deflation är motsatsen till inflation och innebär en allmän minskning av priserna i ett land. Inom nationalekonomi används också uttrycket för en minskning av penningmängden vilket ofta går hand i hand med prisminskningar. Deflation är relativt ovanligt, även om det går att hitta korta perioder med fallande prisnivå. Sverige hade sin senaste deflation mellan augusti 2014 och 2015 då priserna enligt KPI sjönk med 0,2%. Ett grövre exempel är den svenska deflationskrisen under åren 1920–22. Under 1800-talet var det vanligare än idag med perioder av deflation, oftast som en följd av perioder av prisstegringar.
Deflation ses vanligtvis som skadligt för ekonomin i sin helhet. Detta beror till stor del på hur deflationen har orsakats. Det råder konsensus om att deflation som uppstår genom en minskning av penningmängden kan vara skadligt, medan när det uppstår genom en ökning av mängden varor och tjänster i ekonomin ses som positivt. Oförutsedd deflation gynnar dem som sparar pengar, då dessa blir mer värda, relativt vad man trodde det skulle bli om det inte blev deflation. Omvänt skadar det dem som lånat pengar. En kraftig deflation kan skapa arbetslöshet, om priset på arbete inte kan gå ner, eftersom en lägre prisnivå gör att det relativa priset på arbete stiger. Om lönerna inte sjunker har företagen inte råd med marginalarbetaren då dennes produktion inte väger upp löneökningen.
Under deflation är det bättre att skjuta upp konsumtionen, vilket kan skapa onda spiraler med allt högre deflation. Detta stämmer dock endast med rigida löner.
Deflation kan motverkas genom att centralbanken ökar penningmängden, såsom genom att med nyskapade pengar köpa nyutgivna statsobligationer, som regeringen kan stimulera ekonomin med (kallas ofta "trycka pengar"). En annan vanlig metod är att sänka räntenivån, vilket ger bättre ekonomi för låntagare.
Länder med nedgång på grund av ökad priskonkurrens eller nedgång i brytning av råvaror kan uppleva svår deflation. Japan har (under 2000-talet) haft mycket deflation, vilket orsakats av att landets tidigare ekonomiska succé givit höga löner och när landet mött hårdare konkurrens på sina produkter skapat press nedåt på priser. Man har mött det med räntor nära noll, och mycket pengatryckning till nya statsobligationer vilket givit en mycket stor statsskuld istället. Grekland hade från 2009 och framåt en svår kris som inte kunde mötas med ränte- och penningmängdsvapnen, eftersom landet inte hade någon egen valuta längre.

## Citat om deflation
| ”                                                        | Deflation har man först när gemene man tänker att vi handlar inte i dag för det är billigare i morgon; vi handlar inte heller i morgon för det är billigare i övermorgon. | „ |
| – intervju med Nordeas Expert i Dagens Industris webb-TV | |   |